# Винокуров Олександр Миколайович (міністр)
Олександр Миколайович Винокуров (28 липня 1869, Катеринослав — 9 листопада 1944, Москва) — радянський діяч, лікар, голова Верховного суду СРСР. Член ВЦВК, кандидат у члени ВЦВК, кандидат у члени ЦВК СРСР. Один з організаторів Голодомору в Україні 1932—1933. 

## Життєпис
Походив з родини службовця, дворянин. З 1880 по 1888 рік навчався в Катеринославській гімназії. З серпня 1888 по листопад 1894 року — студент медичного факультету Московського університету.
Ще з студентських років був учасником революційних гуртків, у березні 1890 року брав участь у студентських заворушеннях, був заарештований і висланий із Москви до Катеринослава. У травні 1890 року виїхав закордон, у 1891 році повернувся до Москви.
На початку 1892 року був організатором та учасником одного з перших гуртків марксистської інтелігенції в Москві — разом з Михайлом Мандельштамом та Сергієм Міцкевичем.
У вересні 1893 року вступив до соціал-демократичної організації. Того ж року стає співзасновником першої соціал-демократичної організації в Москві — разом, зокрема, з Мартином Мандельштамом-Лядовим. Писав революційні прокламації.
У листопаді 1894 року закінчив навчання в Московському університеті, медичний факультет, здобув спеціальність лікаря із внутрішніх захворювань. Був заарештований у Москві та в грудні 1894 року висланий до Катеринослава.
З грудня 1894 по червень 1895 року працював лікарем міської лікарні Катеринослава, вів у місті нелегальну революційну діяльність. Після викриття соціал-демократичної організації заарештований у червні 1895 року в Москві, до липня 1897 року перебував у московській в'язниці. У 1897 році засуджений до 5 років заслання в Сибір. З серпня 1897 по лютий 1902 року перебував на засланні в Сибіру — в селі Нижньоілімське Іркутської губернії.
По поверненні із заслання, з березня по жовтень 1902 року працював приватним лікарем і перебував під наглядом поліції в місті  Кременчуці Полтавської губернії. У жовтні 1902 — жовтні 1904 року — громадський лікар у містечку Кормі Рогачовського повіту Могильовської губернії.
З жовтня 1904 по грудень 1908 року жив у Катеринославі, працював лікарем міської лікарні, брав участь у революційній соціал-демократичній роботі, був членом Катеринославського комітету РСДРП.
У грудні 1908 року переїхав до Санкт-Петербурга, з грудня 1908 по жовтень 1917 року — лікар земської лікарні. Працював у редакційній колегії журналу «Вопросы страхования» (редактор у 1913—1916 роках), співробітничав у газеті «Правда», дописував щодо питань страхування, охорони праці та санітарного стану промислових підприємств.
У 1911 році був заарештований, але незабаром звільнений. У жовтні 1916 року, після зради Чемоданова, заарештований, звільнений із в'язниці у січні 1917 року. У лютому 1917 знову заарештований, вийшов із в'язниці після початку Лютневої революції 1917 року.
З квітні по листопад 1917 року — член Петроградської міської думи. З 9 жовтня по листопад 1917 року — голова Петроградської міської думи і голова фракції РСДРП(б) у міській думі.
Після Жовтневого перевороту, з жовтня 1917 по березень 1918 року — член колегії Народного комісаріату праці РСФРР по відділу страхування. З листопада по грудень 1917 року — голова колегії відділу управління медичної частини Народного комісаріату внутрішніх справ РСФРР. З січня по липень 1918 року — також голова Ради лікарських колегій при Раді народних комісарів РСФРР.
20 березня — 5 квітня 1918 року — заступник і в.о. народного комісара державного піклування  РСФРР. 5 квітня — 26 квітня 1918 року — народний комісар державного піклування РСФРР. 26 квітня 1918 — 8 грудня 1919 року — народний комісар соціального забезпечення РСФРР.
Одночасно 16 лютого — липень 1919 року — народний комісар охорони здров'я Української СРР.
У 1919 — березні 1920 року — заступник народного комісара праці РСФРР.
26 квітня 1920 — 30 червня 1921 року — народний комісар соціального забезпечення Російської СФРР.
З травня по липень 1921 року — комісар агітаційного пароплаву «Володарський» на Волзі.
У липні 1921 — грудні 1922 року — член президії і заступник голови ЦК Комісії по боротьбі з голодом.
З 11 січня 1924 по березень (офіційно 17 серпня) 1938 року був головою Верховного суду СРСР.
З березня по вересень 1938 року був у розпорядженні Народного комісаріату юстиції СРСР. У вересні 1938 — січні 1939 року — заступник директора Всесоюзного інституту юридичних наук у Москві.
З січня по травень 1939 року — заступник начальника управління судових закладів Народного комісаріату юстиції РРФСР.
З 20 травня 1939 по вересень 1940 року працював завідувачем відділу санітарної освіти Народного комісаріату охорони здоров'я СРСР. З 1941 року — директор Держмедвидаву СРСР.
Помер 9 листопада 1944 року в Москві.